# Wolgo-Kaspijski
Wolgo-Kaspijski (russisch Во́лго-Каспи́йский) ist eine Siedlung städtischen Typs in der Oblast Astrachan (Russland) mit 2581 Einwohnern (Stand 14. Oktober 2010).

## Geografie
Die Siedlung liegt in der Kaspischen Senke, im Wolgadelta etwa 20 km Luftlinie südsüdwestlich des Zentrums der Oblasthauptstadt Astrachan. Sie befindet sich am (nominellen) Hauptarm der Wolga (auch Alte Wolga genannt) unmittelbar unterhalb ihrer Trennung vom großen rechten Mündungsarm Bachtemir.
Wolgo-Kaspijski gehört zum Rajon Kamysjak und ist von dessen Verwaltungszentrum Kamysjak etwa 15 km in nordwestlicher Richtung entfernt.

## Geschichte
Der Ort entstand während des Deutsch-Sowjetischen Kriegs im Zusammenhang mit der Errichtung einer Reparaturwerft, die 1943 in Betrieb ging. Er hieß zunächst Sudoremsawod, der Kurzform von sudoremontny sawod, russisch für ‚Schiffsrepaturwerft‘ (wörtlich -‚werk‘). 1966 erhielt der Ort den Status einer Siedlung städtischen Typs unter seiner heutigen Bezeichnung, die dem Namen der Werft, Wolgo-Kaspijski sudoremontny sawod, also Wolga-Kaspisches Schiffsreparaturwerk, entspricht.

## Bevölkerungsentwicklung
| Jahr | Einwohner |
| ---- | --------- |
| 1970 | 2897      |
| 1979 | 2961      |
| 1989 | 3088      |
| 2002 | 2674      |
| 2010 | 2581      |

Anmerkung: Volkszählungsdaten

## Wirtschaft und Infrastruktur
Ortsbildendes Unternehmen ist das Wolga-Kaspische Schiffsreparaturwerk (Wolgo-Kaspijski sudoremontny sawod), heute offene Aktiengesellschaft (OAO).
Per Straße ist Wolgo-Kaspijski nur mit Benutzung einer Autofähre vom linken Ufer der Alten Wolga erreichbar, wohin eine Straße von Astrachan führt.